# Chuck Lorre
Chuck Lorre, geboren als Charles Michael Levine (New York, 18 oktober 1952), is een producent, schrijver en bedenker van televisieseries van joodse afkomst. Lorre is mede bedenker van de sitcoms Two and a Half Men en The Big Bang Theory. 

## Carrière
Midden jaren 80 begon Lorres loopbaan in de tv-wereld met het schrijven van afleveringen voor de kinderprogramma's Heathcliff en M.A.S.K.. Later schreef hij de tekst voor de openingstune van Teenage Mutant Ninja Turtles en coproduceerde hij afleveringen van onder andere de komedieseries My Two Dads en Roseanne. Lorre is medebedenker van onder meer Two and a Half Men, The Big Bang Theory en Dharma & Greg en bezit een eigen tv-productiebedrijf. Naast het schrijven voor de televisie heeft Lorre boeken op zijn naam staan. Hij was tot 2010 getrouwd met model/actrice Karen Witter.
Op 12 maart 2009 kreeg Lorre een ster op de Hollywood Walk of Fame.

## De naam Lorre
In zijn eerste levensjaren droeg Lorre de achternaam Levine. Zijn moeder gebruikte de naam echter als belediging, waardoor hij er een hekel aan kreeg om hem te horen. Op zijn 26e bedacht zijn toenmalige vrouw de naam Lorre en sindsdien gaat hij door het leven als Charles Michael "Chuck" Lorre. Hoewel hij er later achter kwam dat "Lorre" in het Brits-Engels hetzelfde klinkt als "vrachtwagen" (lorry), is hij tot op de dag van vandaag blij met de naamsverandering.

## Bekende series
- Roseanne, 1990–1992 (schrijver, producent)
- Grace Under Fire, 1993–1998 (bedenker, schrijver, producent)
- Cybill, 1995–1998 (bedenker, schrijver, uitvoerend producent)
- Dharma & Greg, 1997–2002 (bedenker, schrijver, uitvoerend producent)
- Two and a Half Men, 2003–2015 (bedenker, schrijver, uitvoerend producent)
- The Big Bang Theory, 2007–2019 (bedenker, schrijver, uitvoerend producent)
- Mike & Molly, 2010–2016 (bedenker, schrijver, uitvoerend producent)
- Mom, 2013–2021 (bedenker, schrijver, uitvoerend producent)
- Disjointed, 2017–2018 (bedenker, schrijver, uitvoerend producent)
- Young Sheldon, 2017–heden (bedenker, schrijver, uitvoerend producent)
- The Kominsky Method, 2018–2021 (bedenker, schrijver, uitvoerend producent)
- Bob Hearts Abishola, 2019–heden (bedenker, schrijver, uitvoerend producent)
- B Positive, 2020–2022 (schrijver, uitvoerend producent)
- United States of Al, 2021–2022 (bedenker, schrijver, uitvoerend producent)